# Hexatoma (Eriocera) schauseana
Hexatoma (Eriocera) schauseana is een tweevleugelige uit de familie steltmuggen (Limoniidae). De soort komt voor in het Neotropisch gebied.